# Batalha (Portugal)
A Batalha é uma vila portuguesa do distrito de Leiria, na província da Beira Litoral, integrando a Comunidade Intermunicipal da Região de Leiria, nο Centro de Portugal, com cerca de 8 000 habitantes.
É sede do município da Batalha com 103,42 km² de área e 15 558 habitantes (2021), subdividido em 4 freguesias. O município é limitado a norte e oeste pelo município de Leiria, a leste por Ourém, a sueste por Alcanena e a sudoeste por Porto de Mós.

## História
A 14 de Agosto de 1385, o rei português D. João I venceu, em Aljubarrota (num campo baixo na margem esquerda do Rio Lena), as tropas castelhanas, libertando assim Portugal das vontades expansionistas do rei adversário, João I de Castela. Celebrando a vitória, e agradecendo o auxílio divino concedido na vitória da batalha, sob a forma de um ex-voto, o Mestre de Aviz manda edificar, a 4 km daquela zona, o edifício que se viria a tornar o Mosteiro de Santa Maria da Vitória.
Em torno do actualmente maior complexo gótico do país, que albergou uma comunidade mendicante, foi crescendo um aglomerado populacional. D. Manuel I, a 18 de Março de 1500, publica a "Carta da Vila", na qual à Batalha é concedido o status de vila e concelho de jurisdição própria, separando-se deste modo de Leiria.
A construção do Mosteiro faz da vila um pólo de estudos arquitectónicos a partir de 1540 e até uma vera escola de arquitectura nos séculos XVII e XVIII. A pequena urbe batalhense estruturou-se em torno do monumento, ao longo de uma Rua Direita e de um rossio, onde se inseria, por exemplo, o pelourinho. O espaçoso átrio junto ao conjunto do Mosteiro advém, de triste modo, da vasta demolição do casario setecentista e oitocentista na década de 1940.

## Heráldica

### Brasão de armas
O escudo tem campo de prata, sobrepondo-se uma cruz de S. Jorge de vermelho, sobrepondo-se a imagem de Nossa Senhora da Vitória (referência à padroeira do Mosteiro). A cruz é acentonada por duas cruzes da Milícia de Aviz de verde e por duas cruzes do timbre de Nuno Álvares (a cruz dos Pereira) de vermelho. Acima do escudo, uma coroa mural de prata de quatro torres e, abaixo do mesmo, um listel branco com os dizeres "Vila da Batalha" a negro. 

Cruz de S. Jorge, que passou a ser tido como padroeiro de Portugal a partir da Batalha de Aljubarrota, tendo sido substituído em 1640 pela Nossa Senhora da Conceição
Armas de Nuno Álvares, depois usada como brasão dos Pereiras
Cruz da ordem de S. Bento de Aviz, à qual pertencia o rei D. João I, Mestre de Aviz

### Bandeira
A bandeira é vermelha com o brasão municipal ao centro, cordões e orlas de prata e de vermelho e haste e lanças douradas.

## Freguesias
O concelho da Batalha encontra-se dividido em quatro freguesias:
- Batalha, que se estende por uma área geográfica relativamente plana junto ao vale do Rio Lena
- Golpilheira, a freguesia menor e mais recente, a norte da vila da Batalha e dela formada
- Reguengo do Fetal, a leste da Batalha, entre o vale do Lena e as serras
- São Mamede, a maior freguesia, situada totalmente no Maciço Calcário Estremenho

Divisão do município da Batalha nas suas quatro freguesias: Golpilheira, Batalha, Reguengo do Fetal e São Mamede

## Património

### Edificado
- Mosteiro de Santa Maria da Vitória (1387 - 1533)
- Estátua Equestre de São Nuno de Santa Maria (1966 - 1968)
- Igreja Matriz de Exaltação de Santa Cruz (1514 - 1532)
- Capela da Santa Casa da Misericórdia (século XVIII)
- Ponte da Boutaca (1862)
- Pelourinho (réplica de 2000 do original do século XVI)
- Edifício Mouzinho de Albuquerque - Galeria de Exposições
- Capela de Nossa Senhora do Caminho
- Boca da Mina das Barrojeiras
- Igreja Paroquial Nossa Senhora dos Remédios
- Ermida de Nossa Senhora do Fetal
- Moinhos de Vento

### Natural
- Grutas da Moeda
- Maciço Calcário Estremenho
- Buraco Roto
- Pia do Urso
- Escarpa de falha do Reguengo do Fetal

## Cultura
- Casa da Madalena - Museu Etnográfico da Alta Estremadura (Rebolaria)
- Museu da Comunidade Concelhia da Batalha

## População
| Número de habitantes | Número de habitantes | Número de habitantes | Número de habitantes | Número de habitantes | Número de habitantes | Número de habitantes | Número de habitantes | Número de habitantes | Número de habitantes | Número de habitantes | Número de habitantes | Número de habitantes | Número de habitantes | Número de habitantes | Número de habitantes |
| -------------------- | -------------------- | -------------------- | -------------------- | -------------------- | -------------------- | -------------------- | -------------------- | -------------------- | -------------------- | -------------------- | -------------------- | -------------------- | -------------------- | -------------------- | -------------------- |
| 1864                 | 1878                 | 1890                 | 1900                 | 1911                 | 1920                 | 1930                 | 1940                 | 1950                 | 1960                 | 1970                 | 1981                 | 1991                 | 2001                 | 2011                 | 2021                 |
| 5 082                | 6 134                | 6 634                | 7 107                | 7 817                | 8 350                | 9 634                | 11 220               | 12 817               | 13 811               | 12 178               | 12 588               | 13 329               | 15 002               | 15 805               | 15 557               |

(Obs.: Número de habitantes "residentes", ou seja, que tinham a residência oficial neste município à data em que os censos  se realizaram.)
| Número de habitantes por Grupo Etário | Número de habitantes por Grupo Etário | Número de habitantes por Grupo Etário | Número de habitantes por Grupo Etário | Número de habitantes por Grupo Etário | Número de habitantes por Grupo Etário | Número de habitantes por Grupo Etário | Número de habitantes por Grupo Etário | Número de habitantes por Grupo Etário | Número de habitantes por Grupo Etário | Número de habitantes por Grupo Etário | Número de habitantes por Grupo Etário | Número de habitantes por Grupo Etário | Número de habitantes por Grupo Etário |
| ------------------------------------- | ------------------------------------- | ------------------------------------- | ------------------------------------- | ------------------------------------- | ------------------------------------- | ------------------------------------- | ------------------------------------- | ------------------------------------- | ------------------------------------- | ------------------------------------- | ------------------------------------- | ------------------------------------- | ------------------------------------- |
|                                       | 1900                                  | 1911                                  | 1920                                  | 1930                                  | 1940                                  | 1950                                  | 1960                                  | 1970                                  | 1981                                  | 1991                                  | 2001                                  | 2011                                  | 2021                                  |
| 0-14 Anos                             | 2 615                                 | 2 845                                 | 3 071                                 | 3 699                                 | 4 210                                 | 4 468                                 | 4 734                                 | 3 760                                 | 3 089                                 | 2 663                                 | 2 503                                 | 2 470                                 | 2 193                                 |
| 15-24 Anos                            | 1 232                                 | 1 408                                 | 1 499                                 | 1 660                                 | 2 011                                 | 2 410                                 | 2 464                                 | 1 960                                 | 2 369                                 | 2 108                                 | 2 102                                 | 1 705                                 | 1 623                                 |
| 25-64 Anos                            | 2 665                                 | 2 966                                 | 3 261                                 | 3 632                                 | 4 226                                 | 5 010                                 | 5 652                                 | 4 995                                 | 5 798                                 | 6 686                                 | 7 881                                 | 8 669                                 | 8 163                                 |
| = ou > 65 Anos                        | 479                                   | 470                                   | 488                                   | 659                                   | 687                                   | 780                                   | 961                                   | 1 040                                 | 1 332                                 | 1 872                                 | 2 516                                 | 2 961                                 | 3 578                                 |

(Obs: De 1900 a 1950 os dados referem-se à população "de facto", ou seja, que estava presente no município à data em que os censos se realizaram. Daí que se registem algumas diferenças relativamente à designada população residente)

## Política

### Eleições autárquicas[10]
| Data | %       | V       | %      | V      | %     | V     | %            | V            | %              | V   | %              | V   | %              | V   | %              | V  | %  | v  | Participação |                |
| Data | PPD/PSD | PPD/PSD | CDS-PP | CDS-PP | PS    | PS    | FEPU/APU/CDU | FEPU/APU/CDU | PPM            | PPM | PDC            | PDC | GCE            | GCE | CH             | CH | IL | IL | Participação |                |
| ---- | ------- | ------- | ------ | ------ | ----- | ----- | ------------ | ------------ | -------------- | --- | -------------- | --- | -------------- | --- | -------------- | -- | -- | -- | ------------ | -------------- |
| Data | 1976    | 37,19   | 2      | 35,09  | 2     | 22,09 | 1            | 2,34         | -              |     |                |     |                |     |                |    |    |    |              | 71,01 / 100,00 |
| 1979 | 62,29   | 4       | 18,62  | 1      | 11,65 | -     | 3,06         | -            | 1,55           | -   | 0,65           | -   | 75,96 / 100,00 |     |                |    |    |    |              |                |
| 1982 | 52,79   | 3       | 15,95  | 1      | 18,33 | 1     | 2,18         | -            | 6,29           | -   |                |     | 68,38 / 100,00 |     |                |    |    |    |              |                |
| 1985 | 60,50   | 5       | 18,78  | 1      | 15,48 | 1     | 1,80         | -            |                |     | 64,74 / 100,00 |     |                |     |                |    |    |    |              |                |
| 1989 | 33,79   | 2       | 48,10  | 4      | 13,52 | 1     | 1,00         | -            | 67,32 / 100,00 |     |                |     |                |     |                |    |    |    |              |                |
| 1993 | 39,95   | 3       | 47,49  | 4      | 7,49  | -     | 1,23         | -            | 70,43 / 100,00 |     |                |     |                |     |                |    |    |    |              |                |
| 1997 | 32,28   | 2       | 50,75  | 4      | 11,06 | 1     | 1,02         | -            | 65,63 / 100,00 |     |                |     |                |     |                |    |    |    |              |                |
| 2001 | 70,36   | 6       | 13,01  | 1      | 10,67 | -     | 1,03         | -            | 65,67 / 100,00 |     |                |     |                |     |                |    |    |    |              |                |
| 2005 | 70,35   | 6       | 10,26  | -      | 11,94 | 1     | 1,53         | -            | 66,23 / 100,00 |     |                |     |                |     |                |    |    |    |              |                |
| 2009 | 68,26   | 5       | 11,97  | 1      | 14,13 | 1     | 1,69         | -            | 61,53 / 100,00 |     |                |     |                |     |                |    |    |    |              |                |
| 2013 | 55,23   | 5       | 11,32  | 1      | 15,74 | 1     | 3,97         | -            | 53,79 / 100,00 |     |                |     |                |     |                |    |    |    |              |                |
| 2017 | 53,80   | 5       | 11,99  | 1      | 20,02 | 1     | 3,64         | -            | 57,04 / 100,00 |     |                |     |                |     |                |    |    |    |              |                |
| 2021 | 35,53   | 3       | 4,81   | -      | (a)   | (a)   | 1,07         | -            | 46,48          | 4   | 4,68           | -   | 3,13           | -   | 62,60 / 100,00 |    |    |    |              |                |

(a) O PS apoiou a lista independente "Batalha para Todos Movimento Independente"

### Eleições legislativas
| Data | %     | %     | %     | %    | %     | %     | %        | %     | %    | %    | %     | %   | %       | % | %  | %  |
| Data | PSD   | CDS   | PS    | PCP  | UDP   | AD    | APU/ CDU | FRS   | PRD  | PSN  | B.E.  | PAN | PSD CDS | L | IL | CH |
| ---- | ----- | ----- | ----- | ---- | ----- | ----- | -------- | ----- | ---- | ---- | ----- | --- | ------- | - | -- | -- |
| 1976 | 40,70 | 29,43 | 18,48 | 1,42 | 0,42  |       |          |       |      |      |       |     |         |   |    |    |
| 1979 | AD    | AD    | 15,52 | APU  | 0,91  | 70,18 | 4,31     |       |      |      |       |     |         |   |    |    |
| 1980 | AD    | AD    | FRS   | APU  | 0,50  | 74,94 | 3,04     | 16,01 |      |      |       |     |         |   |    |    |
| 1983 | 46,07 | 20,01 | 25,84 | APU  | 0,30  |       | 2,42     |       |      |      |       |     |         |   |    |    |
| 1985 | 48,80 | 16,23 | 15,85 | APU  | 0,61  | 2,39  | 10,13    |       |      |      |       |     |         |   |    |    |
| 1987 | 70,39 | 8,44  | 13,89 | CDU  | 0,22  | 1,43  | 1,39     |       |      |      |       |     |         |   |    |    |
| 1991 | 71,24 | 6,88  | 15,69 | CDU  |       | 1,03  | 0,45     | 0,95  |      |      |       |     |         |   |    |    |
| 1995 | 49,06 | 20,32 | 26,17 | CDU  | 0,44  | 1,00  |          |       |      |      |       |     |         |   |    |    |
| 1999 | 46,62 | 19,44 | 26,97 | CDU  |       | 1,61  | 0,31     | 1,26  |      |      |       |     |         |   |    |    |
| 2002 | 57,98 | 15,10 | 20,40 | CDU  | 1,03  |       | 1,78     |       |      |      |       |     |         |   |    |    |
| 2005 | 48,31 | 12,79 | 27,01 | CDU  | 1,23  | 4,33  |          |       |      |      |       |     |         |   |    |    |
| 2009 | 40,68 | 17,08 | 23,61 | CDU  | 1,82  | 8,26  |          |       |      |      |       |     |         |   |    |    |
| 2011 | 54,20 | 14,80 | 15,34 | CDU  | 1,98  | 4,98  | 1,24     |       |      |      |       |     |         |   |    |    |
| 2015 | CDS   | PSD   | 17,20 | CDU  | 2,15  | 8,18  | 1,25     | 59,34 | 0,75 |      |       |     |         |   |    |    |
| 2019 | 39,77 | 7,97  | 24,35 | CDU  | 2,03  | 8,02  | 2,62     |       | 0,82 | 1,35 | 1,29  |     |         |   |    |    |
| 2022 | 41,32 | 3,32  | 29,31 | CDU  | 1,16  | 3,32  | 1,32     | 0,75  | 6,49 | 8,65 |       |     |         |   |    |    |
| 2024 | AD    | AD    | 20,46 | CDU  | 42,61 | 1,22  | 3,20     | 1,26  | 2,14 | 6,24 | 21,29 |     |         |   |    |    |
| 2025 | AD    | AD    | 17,39 | CDU  | 37,63 | 1,14  | 1,61     | 0,89  | 3,00 | 5,90 | 26,06 |     |         |   |    |    |

## Geminações
A vila de Batalha é geminada com:
- Trujillo, Estremadura, Espanha [14]
- Joinville-le-Pont, Ilha-de-França, França [15]